# Chamaesaracha
Genre
Classification APG III (2009)
Chamaesaracha est un genre végétal de la famille des Solanaceae.

## Liste d'espèces
Selon ITIS :
- Chamaesaracha coniodes (Moric. ex Dunal) Britt.
- Chamaesaracha coronopus (Dunal) Gray
- Chamaesaracha crenata Rydb.
- Chamaesaracha edwardsiana Averett
- Chamaesaracha pallida Averett
- Chamaesaracha sordida (Dunal) Gray
- Chamaesaracha villosa Rydb.